# Scapulaire de saint Joseph

Scapulaire de saint Joseph

Le scapulaire de saint Joseph est un scapulaire catholique dédié à saint Joseph et associé aux capucins.

## Description
Sur un côté se trouve l'image de saint Joseph portant l'enfant Jésus avec l'inscription « sancte Ioseph, protector  ecclesiæ, ora pro nobis » (saint Joseph, protecteur de l'église, priez pour nous) l'autre partie représente la tiare papale avec une croix et deux clefs, la colombe de l'esprit saint au-dessus avec l'inscription « spiritus domini ductor ejus » (l'esprit du seigneur est son guide).
Le cordon est de couleur blanche, la laine qui le compose est de couleur violette sur lequel est cousus une étoffe de couleur jaune, l'image de saint Joseph peut se trouver sur cette étoffe où on peut rajouter une image par-dessus. On retrouve ainsi les couleurs blanche et violette dédiées à saint Joseph et le blanc et jaune qui sont les couleurs du pape.
Le but est d'honorer et obtenir la protection de saint Joseph, de le prier pour l'église catholique, et d'avoir une vie spirituelle plus intense.

## Origine
C'est au XIXe siècle que ce scapulaire voit le jour de deux façons différentes :
En 1861, à Vérone, une confrérie du cordon de saint Joseph est érigée dans l'église saint Nicolas où un scapulaire de couleur jaune avec une doublure violette est créé comme insigne de la confrérie et pour prier pour le pape.
Vers la même époque, mère Marie de la Croix, fondatrice et supérieure générale des franciscaines de l'Immaculée Conception de Lons-le-Saunier dans le Jura a l'idée de créer un scapulaire blanc dédié à saint Joseph, c'est le père Pierre-Baptiste, capucin, qui le dessine. Il est fait de laine blanche avec d'un côté l'image de saint Joseph portant l'enfant Jésus sur son bras droit et une branche de lys sur le gauche avec l'inscription latine "Ite ad Ioseph" (allez à Joseph), de l'autre côté est le monogramme de saint Joseph entouré de deux lys.

## Approbation
Le scapulaire de Vérone est approuvé mais uniquement pour le diocèse de Vérone par un décret de la congrégation des rites du 8 juillet 1880. 
Celui de Saint-Claude est présenté par César-Joseph Marpot, évêque de Saint-Claude au pape Léon XIII lors d'une audience le 13 février 1884 qui l'approuve et le bénit. 
En 1891, le cardinal archevêque de Lyon Joseph-Alfred Foulon demande au pape que les capucins soient autorisés à promouvoir, bénir et imposer le scapulaire, celui-ci est approuvée par la congrégation des rites le 18 avril 1893 mais avec modification, en effet, la congrégation ne voulant pas autoriser deux scapulaires différents de saint Joseph, il est décidé que le scapulaire des capucins qui était blanc à l'origine ressemblerait pour la couleur et la forme au scapulaire en usage dans le diocèse de Vérone, diverses indulgences sont accordées par la congrégation des indulgences pour tous les fidèles qui le portent par un rescrit du 8 juin 1893, la même année, Léon XIII confirme le décret de la congrégation des rites et accorde au supérieur général des capucins le pouvoir de bénir et d'imposer le scapulaire ainsi que le pouvoir de le déléguer à d'autres prêtres pourvu qu'ils en fassent la demande à ce même supérieur.